# Hamamlı (Sarıkamış)
Hamamlı ist ein Dorf im Landkreis Sarıkamış der türkischen Provinz Kars. Hamamlı liegt etwa 56 km südwestlich der Provinzhauptstadt Kars und 14 km südöstlich von Sarıkamış. Hamamlı hatte laut der letzten Volkszählung 526 Einwohner (Stand Ende Dezember 2010). Die Bevölkerung besteht hauptsächlich aus Osseten.